# Rudolf Gowenius
Rudolf Gowenius, född 1896 i Öjebyn, död 1960 i Stockholm, var en svensk grafiker och målare.
Rudolf Gowenius utbildade sig i etsning för Axel Tallberg på Kungliga Konstakademien i Stockholm 1919–1921. Han bosatte sig i Paris 1923 och studerade där också på Académie Moderne 1924–1925. Han utförde under 1920- och 1930-talen kyrkliga muralmålningar och fresker i Frankrike. Han utvecklade en egen teknik för lasyrmålning på sammet, där lystern i material och färger bibehölls.
Vid utbrottet av det andra världskriget återvände Rudolf Gowenius till Sverige och bosatte sig i Stockholm. Också i Sverige utförde han kyrkliga utsmyckningar, bland annat altartavlan i Östra Broby kyrka i Skåne. Gowenius är representerad vid bland annat Nationalmuseum i Stockholm, Norrköpings konstmuseum  och Uppsala universitetsbibliotek.